# 椋浦の法楽おどり
椋浦の法楽おどり（むくのうらのほうらくおどり）は、広島県尾道市因島椋浦町において毎年8月15日に開催されている例祭。広島県無形民俗文化財。
法楽とは、仏教用語で仏を信じることで得られる喜び楽しみを意味する。この祭りのルーツは村上水軍の出陣式にあると伝えられ、周辺島々で行われていたがいつしか椋浦のみの祭りとなった。現在は椋浦と、因島外浦町でも隔年ではあるがほぼ同じ内容の法楽おどりが復活している（外浦の法楽おどり）。

## 祭り
- 浴衣・袴・襷・鉢巻に手甲・脚絆で身を包み、手に太刀と扇子を携え、薄化粧した益荒男が、八幡大菩薩の幡を2重の円で囲み、「なむあみでーば（南無阿弥陀仏）」と唱え回りながら、大小の太鼓・鉦の音に合わせて「とんだ、とんだ」の掛け声に合わせ飛び踊る。それを椋浦の各地で繰り返す[1]。
- 午後4時ごろ氏神である艮神社に向かい神社境内で踊る[2]。そこから八幡大菩薩の幡を先頭に一団は移動、大日寺・胡神社前・椋浦海岸（満潮時は広場）・墓所（蘭塔）とまわりそれぞれで踊る[2][2]。
- 武者姿の益荒男と八幡大菩薩の幡、踊りには早駆けの姿勢や飛ぶような動作など、村上水軍と関係ある姿が垣間見える[2]。

## 沿革
中世、この周辺島々は村上水軍が縄張りとしていた。彼らは能島・来島・因島を拠点とし、広域交易や周辺海域での水先人として稼ぎ、毛利氏など陸側の勢力と結びつき瀬戸内海での勢力範囲を拡大していった。船の目印には八幡大菩薩の幡を掲げ「八幡船」とも呼ばれていた。彼らは重要な戦になると、出陣の前に戦勝を祈願し士気を鼓舞するためそれぞれの拠点において円陣を組み大小の太鼓・鉦の音に合わせて飛び踊り、帰陣の際には現在の因島中庄町で勝利を祝うとともに追悼行事も行われていたと伝わる。この出陣行事がこの祭りの起源とされており、当時は村上氏の拠点のどこでも行われていたという。
室町時代に始まった行事と考えられており、文章として残っているものとしては中庄の成願寺にある法楽幡箱の記録から天保4年（1833年）以前には行われていた。
江戸時代、泰平の世となると信仰を目的とした法楽おどりへとなり、盂蘭盆会終日の旧暦7月16日に行われていた。この祭りの舞台である椋浦は江戸時代中期になると廻船操業で栄えた。
ただ時代は下ると周辺島々で行われていたこの祭りは途絶えていき、椋浦でも明治時代には廃れていたという。その中で椋浦では、祭りが止まった時期に疫病が流行り多くの住民が犠牲となったため法楽行事を復活したと伝えられており、代々口々に固く言い伝えたという。この時期には月遅れ送り盆の8月16日に行われていた。
昭和56年（1981年）県の無形民俗文化財に登録。現在は人手不足...過疎化と帰省者からの要望によりお盆8月15日に行われている。